# Centemopsis sordida
Centemopsis sordida är en amarantväxtart som beskrevs av C. C. Towns. Centemopsis sordida ingår i släktet Centemopsis och familjen amarantväxter. Inga underarter finns listade i Catalogue of Life.